# Vincenz Pilz
Vincenz Pilz (14. listopadu 1816, Varnsdorf – 26. dubna 1896, Vídeň) byl česko-rakouský sochař figuralista a portrétista v období historismu, zpočátku novogotiky a později zejména novorenesance, činný v Čechách, na Moravě a ve Vídni.

## Život

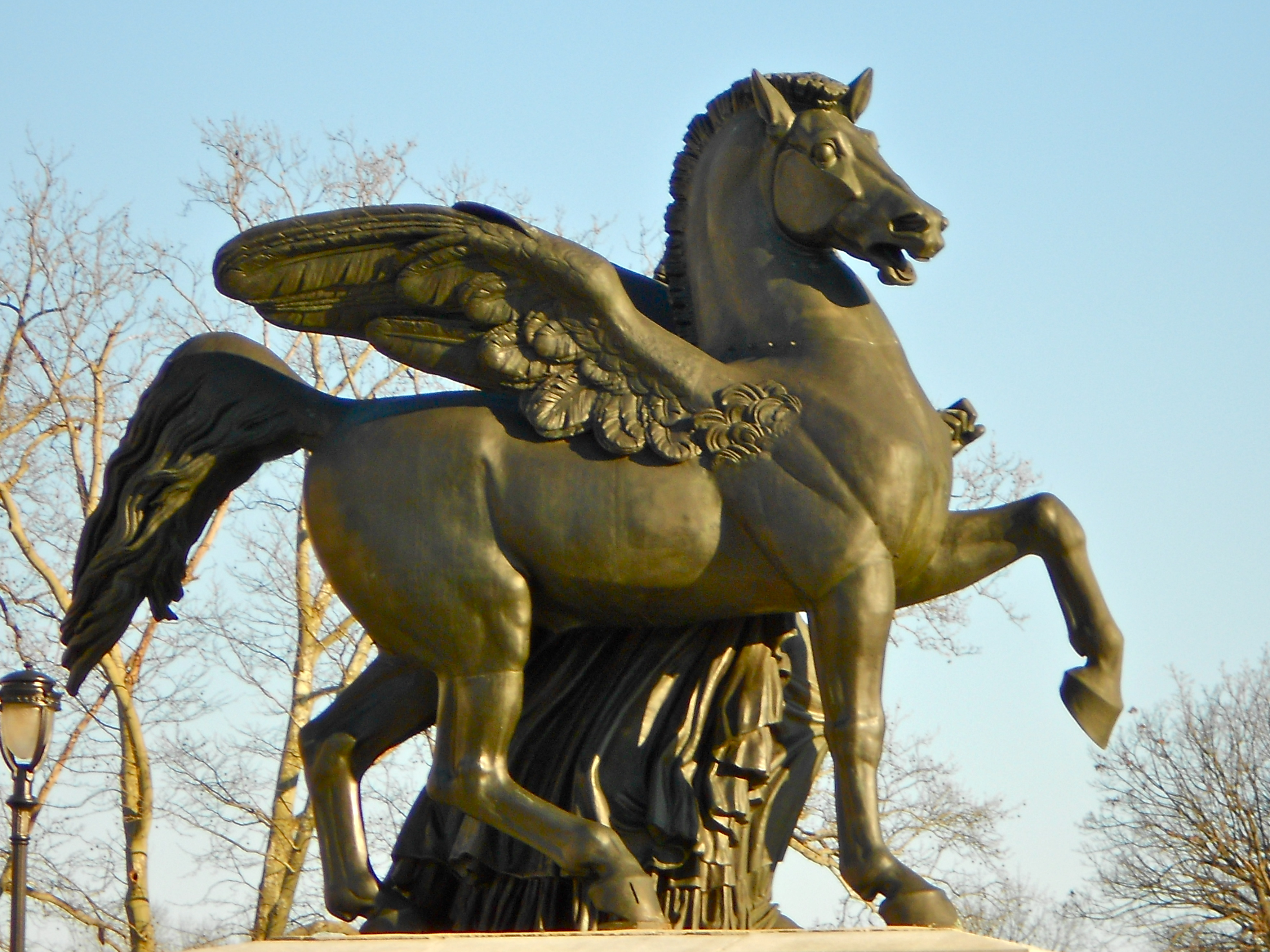
Socha okřídleného koně Pegase

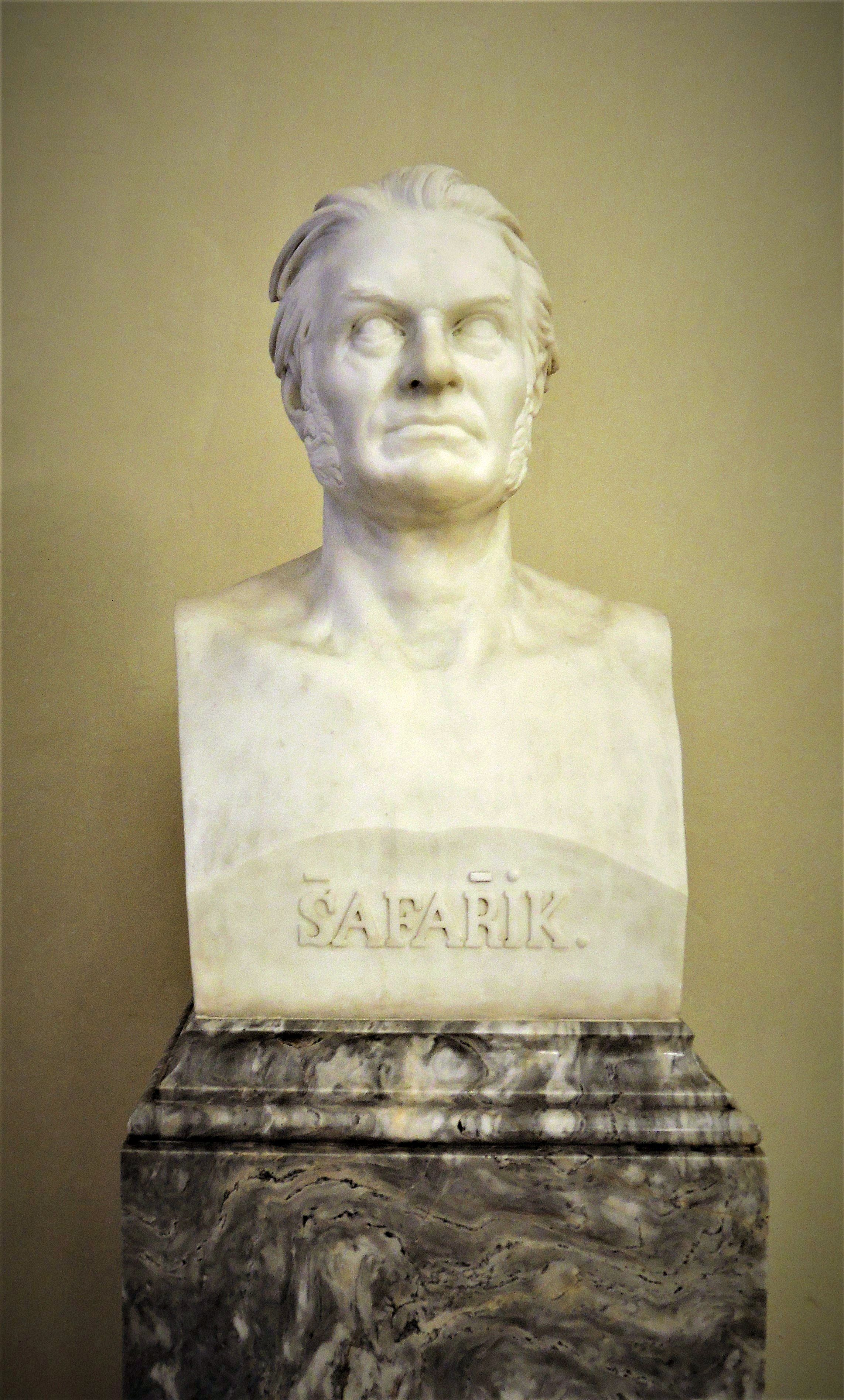
Pavel Josef Šafařík, mramor, Praha 1864

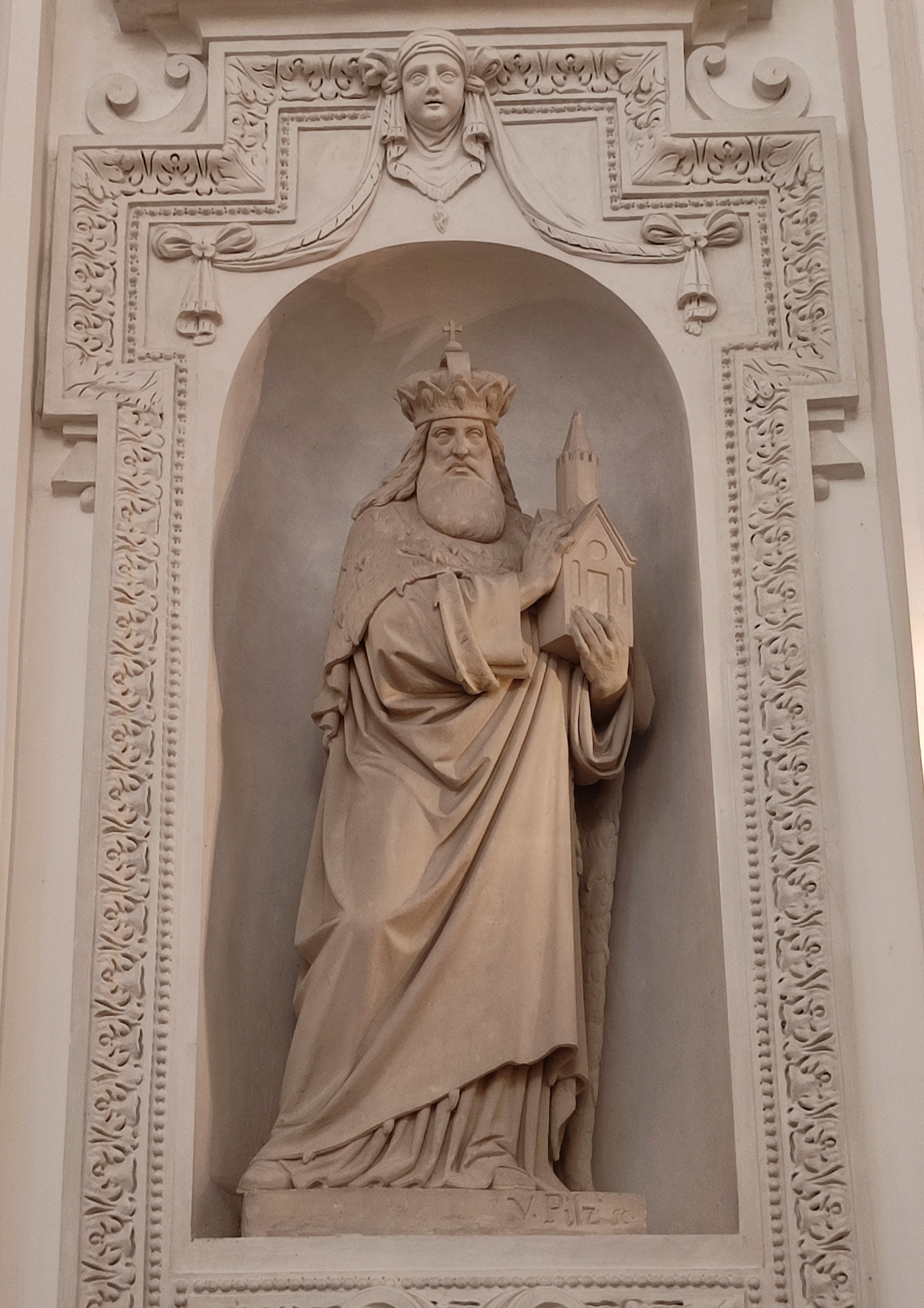
Svatý Leopold, Mikulov, pohřební kaple sv. Anny při Ditrichštejnské hrobce

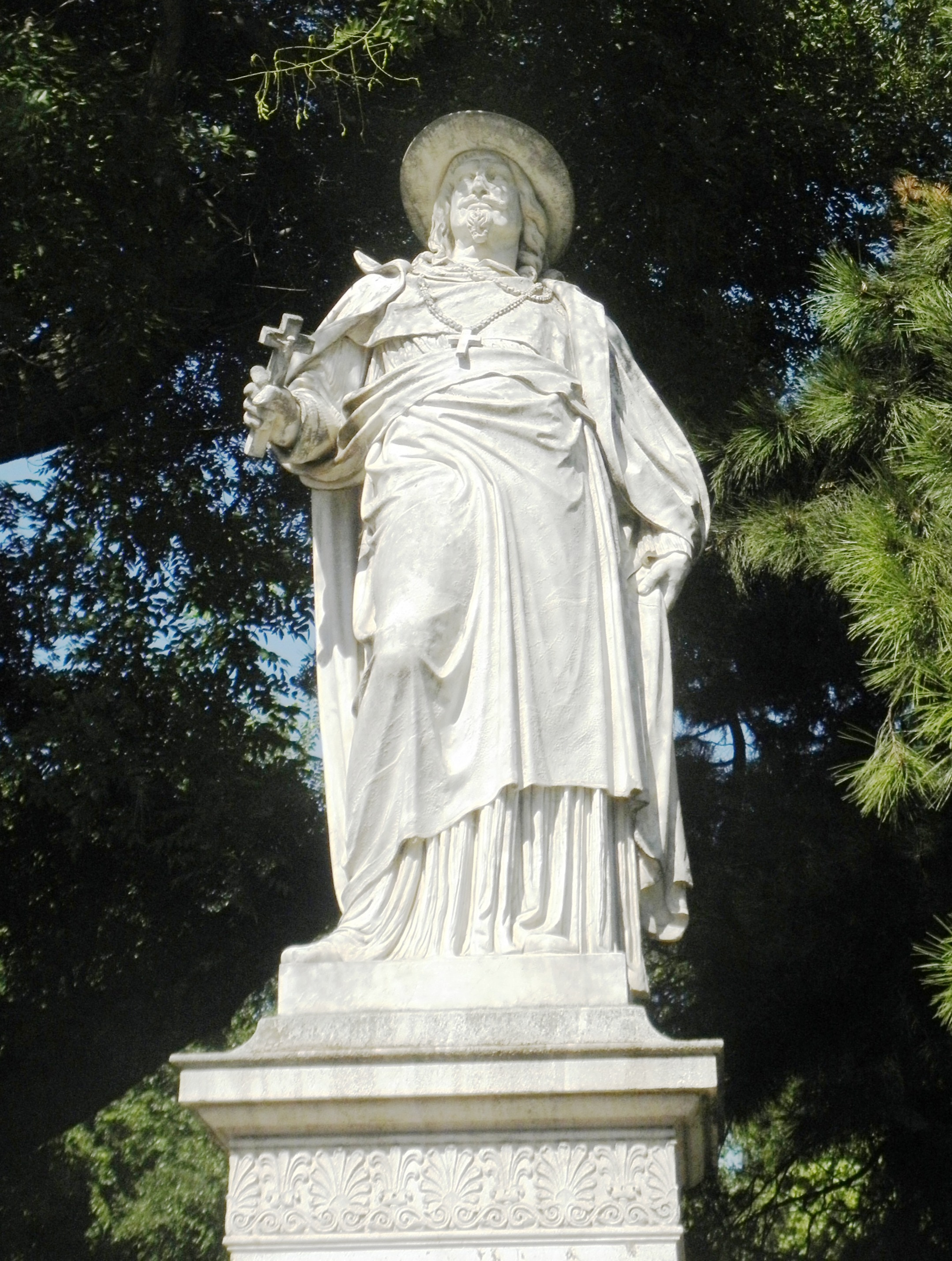
Socha Leopolda hraběte Kollonitsche, park před radnicí, Vídeň

Nejprve se chtěl věnovat hudbě. Po absolutoriu gymnázia odjel studovat filozofii na filozofickou fakultu Univerzity ve Vídni. Studia ukončil v roce 1837 a vstoupil na vídeňskou Akademii výtvarných umění; protože nebylo volné místo v sochařském oddělení, začal studovat malbu. Po prokázání talentu byl přeřazen na sochařství a vystudoval u Josefa Käßmanna (1784–1856) a Franze Bauera (1798–1872). Již během studií byl oceněn za sousoší David a Abigail Reichelovou cenou. V roce 1849 byl zvolen činným členem c. a k. Umělecké akademie ve Vídni a dopisovatelem její sochařské sekce. Za sochu Zvolení Cincinnata diktátorem v Římě získal také císařské stipendium, které mu umožnilo v letech 1850 až 1855 pobyt v Římě a cestování po Itálii, zejména do Florencie a Benátek. Během římského pobytu mimo jiné vytesal z mramoru reliéf Svatí Tři králové na cestě. Kreslířské akademické školení zúročil ve skicáři návrhových kreseb k sousoším nebo reliéfům, například Rudolf I. Habsburský s Přemyslem Otakarem II. v bitvě na Moravském poli, které později realizoval v kameni. Nejvíce se proslavil pomníky rakouských hrdinů a realizacemi v architektuře. Nejprve pracoval pro Ditrichštejny a pro Lichtenštejny na jižní Moravě, opakovaně také pro Schwarzenbergy na Orlíku a v Hluboké nad Vltavou (kde zhotovil jezdeckou sochu sv. Jiří ze zinku a pro zámeckou kapli kamenné sochy P. Marie a sv. Josefa).
Později se ve Vídni podílel na výzdobě významných veřejných budov a soukromých paláců, hlavně na nově rostoucí Ringstraße. Spolupráci s Pilzem vyhledával především architekt dánského původu Theophil von Hansen, který oceňoval Pilzovu schopnost organického souladu sochařského díla se svými projekty novorenesanční architektury paláců, vídeňské Ringstraße. Ve spolupráci s Hansenem vzniklo též vrcholné dílo jeho kariéry – sochařská výzdoba budovy Parlamentu. Pilz vytvořil pro Parlament čtyři dvojité karyatidy, sochy Periklea, Augusta a Daidalose, spolupracoval na výzdobě tympanonu. Především ale vytvořil osm kvadrig, umístěných na atice budovy.
Pro varnsdorfský starokatolický kostel Proměnění Páně vytvořil na začátku 80. let 19. století sochu Krista z carrarského mramoru.

## Dílo
- 1841: Neptun, pískovec
- 1842:Kristus na kříži, dřevořezba; jiné verze ve dvou velikostech do bronzu odlil český kovolitec Bušek pro kryptu knížete Dietrichsteina v Mikulově, pro kapli dělostřelců vídeňského Arsenalu a ve stříbře pro kardinála von Rauschera do Svatoštěpánského dómu. Další kopie se rozšířily také do Říma, Amsterdamu a Paříže s označením dílo neznámého starého mistra [2].
- 1845: Reliéf Římský diktátor Cincinnatus zvolen císařem
- 1848: Reliéf Pilgram, stavitel Svatoštěpánského dómu ve Vídni
- kolem 1850: Stojící sochy sv. Leopolda s modelem chrámu v rukou, sv. Anny s dítětem Pannou Marií - v nikách pohřební kaple sv. Anny v  Ditrichštejnské hrobce v Mikulově
- 1850–1855: Stojící socha knížete Ulricha (Oldřicha) z Lichtenštejna
- 1855: Reliéf Tři králové na cestě, mramorový originál zůstal v Říme, kopie je ve Vídni
- 1856: Domácí mariánský oltář pro císařovnu Alžbětu do její kaple v Hofburgu
- 1856–1858: Novogotický mramorový oltář, uprostřed s Pannou Marií s Ježíškem, pro zámecký kostel v Lednici
- 1859: Návrh jezdeckého pomníku rakouského polního maršála Karla Filipa Schwarzenberga pro Schwarzenberské náměstí ve Vídni
- 1860: Bronzové sousoší Věda a Obchod, dar císaře Františka Josefa I. britské královně Viktorii pro zámek Windsor
- 1861: Čtyři evangelisté na portále evangelické školy na Karlově náměstí ve Vídni
- 1863: 2 sousoší Pegasů pro Vídeňskou státní operu, od roku 1871 jsou ve Filadelfii (USA)
- 1864: Poprsí Pavla Josefa Šafaříka, cararrský mramor, Praha, Klementinum (zhotoveno na pokyn císaře Františka Josefa I.)
- 1867: Socha Panny Marie matky Boží, na oltáři rodinné hrobky Schwarzenbergů na Orlíku[3], sochy P. Marie, sv. Josefa a sv. Jiří na zámku Hluboká nad Vltavou
- 1867: Socha hraběte Leopolda Kollonitsche, dříve na Alžbětině mostě ve Vídni, nyní v Radničním parku
- 1868: Sochy  Josefa Václava z Liechtensteina , Jana Josefa z Liechtensteina a  Julia von Haynau ,  cararrský mramor, hala vojevůdců  (nyní vstupní vestibul) Vojenského historického muzea ve Vídni
- 1871: Karyatidy na průčelí paláce Epstein od Theofila Hansena ve Vídni
- 1872: Socha:Andrease Baumkirchera, hala vojevůdců  (nyní vstupní vestibul) Vojenského historického muzea ve Vídnii
- 1874: Socha Karla Velikého na Votivním kostele ve Vídni
- 1879: Socha Hygeiy, odlitek v atriu Vřídelní kolonády v Karlových Varech
- 1879–1882: Kvadrigy a karyatidy pro Parlament ve Vídni
- 1882: Socha „Krista“ pro starokatolický kostel ve Varnsdorfu
- 1884: Feidiás, Polykleitos, Pythagoras a Aristotelés, sochy pro atiku Uměleckohistorického muzea ve Vídni[4]